# Diplocolenus sudeticus
Diplocolenus sudeticus är en insektsart som beskrevs av Friedrich Anton Kolenati 1860. Diplocolenus sudeticus ingår i släktet Diplocolenus och familjen dvärgstritar. Inga underarter finns listade i Catalogue of Life.